# تركي بن بندر بن محمد بن عبد الرحمن آل سعود
تركي بن بندر بن محمد بن عبد الرحمن بن فيصل آل سعود (19 يوليو 1964) أمير سعودي وهو أخ الشاعر المعروف سعود بن بندر بن محمد بن عبد الرحمن ال سعود. يلقّب بحفيد الجدين لأن جده من والده وهو محمد بن عبد الرحمن آل سعود. وجده من والدته هو الملك عبد العزيز آل سعود، موحّد المملكة العربية السعودية. يعتبر من منتقدي سياسة الحكومة السعودية. يتهمها بنهب أمواله والإستيلاء على أموال والدته الأميرة البندري بنت عبد العزيز آل سعود. سُجن بسبب شكوى رفعت ضد وزير الداخلية آنذاك نايف بن عبد العزيز آل سعود. وبعدها استقر في باريس.
بسبب انتقاده للأسرة السعودية الحاكمة ومطالباته بالإصلاحات السياسية تم إلقاء القبض على الأمير بن بندر في المغرب في نوفمبر 2015، وتم ترحيله إلى السعودية بناء على طلب السلطات.

## عن حياته
ولد الأمير تركي بن بندر بن محمد بن عبد الرحمن آل سعود في عام 1964 بمدينة الرياض. تركي بن بندر آل سعود، يلقب نفسه بـ (حفيد الجدين). ويرأس مجلس إدارة مجموعة حفيد الجدين السعودية. والدته هي الأميرة البندري بنت عبد العزيز آل سعود، الابنة العاشرة للملك عبد العزيز آل سعود. توفيت والدته البندري بنت عبد العزيز آل سعود في عام 2008. وكان ضابطا في المرور برتبة نقيب وعضو شرفي في نادي النصر «سابقاً» وجدته من جهة والدته هي الأميرة الجوهرة بنت سعد السديري. وترتيبه بين الأولاد التاسع بعد الأمير متعب.

## حياته المهنية
حصل الأمير تركي بن بندر بن محمد بن عبد الرحمن آل سعود على شهادة البكالوريوس في العلوم العسكرية من كلية الملك عبد العزيز الحربية عام 1403 هـ وعين في سلاح المشاة في شرورة في عام 1404 هـ ثم نقل إلى قطاع وزارة الداخلية مرور الرياض (قسم البحث والتحري) وحصل على دورات متخصصة بعلوم المرور والشرطة الدولية ما بين عام 1405 - 1406 هـ وعين مساعداً لمدير شعبة السلامة -مدير الإعلام المروري والشؤون الرياضية بالمرور والخدمات الطبية. قدم استقالته عام 1416هـ وقبلت عام 1417هـ ليتفرع لأعمال والديه التجارية، وأسس عدة مؤسسات وبعد وفاة الأمير محمد بن بندر تسلم مجموعة البنادر العالمية وتولى إدارتها كرئيس لمجلس الإدارة.

## الرحيل إلى باريس
كان الأمير تركي بن بندر بن محمد بن عبد الرحمن آل سعود مسؤولا رفيعا في جهاز الأمن، وكان مكلفا بفرض النظام بين أفراد الأسرة المالكة ذاتها. لكن نزاعا مريرا مع الأسرة على مسائل الإرث انتهى به إلى السجن. وعند إطلاق سراحه، فر إلى باريس حيث بدأ في عام 2012 ببث مقاطع فيديو في مواقع التواصل الاجتماعي يوتيوب يدعو فيها إلى ضرورة تبني إصلاحات في السعودية. حاول السعوديون إقناع الأمير تركي بالعودة إلى بلاده مثلما فعلوا مع الأمير سلطان بن تركي الثاني بن عبد العزيز آل سعود. وعندما اتصل نائب وزير الداخلية بالأمير تركي، سجل الأمير المحادثة ثم بثها على الإنترنت.

## الاخوة الاشقاء
- فَهْدة بنت بندر بن محمد بن عبد الرحمن آل سعود.
- جهيّر بنت بندر بن محمد بن عبد الرحمن آل سعود. ماجستير في الأدب الإنجليزي. عملت في مستشفى الملك خالد الجامعي- العلاقات العامة. (متوفية) عن عمر يناهز 62 عاما العام 2005
- الشاعر سعود بن بندر بن محمد بن عبد الرحمن آل سعود. ولد في الطائف. (متوفى) في العام 1986 -1406 عن عمر يناهز 42 عاما
- موضي الأولى بنت بندر بنت محمد بن عبد الرحمن آل سعود. (توفيت وهي صغيرة)
- موضي الثانية بنت بندر بن محمد بن عبدالرحمن آل سعود.(توفيت عن عمر يناهز 35 عاما تقريبا)
- نورة بنت بندر بن محمد بن عبد الرحمن آل سعود.
- محمد بن بندر بن محمد بن عبد الرحمن آل سعود. (متوفى) عن عمر يناهز 42 عاما
- مي بنت بندر بن محمد بن عبد الرحمن آل سعود.
- متعب بن بندر بن محمد بن عبد الرحمن آل سعود. (متوفى) عن عمر 45 عاما
- الشاعر فهد بن بندر بن محمد بن عبد الرحمن آل سعود. (متوفى) العام 2003 في لبنان

## الأمير الكاتب والشاعر
كان كاتبا في صحيفة الحقائق اللندنية سابقاً ومن كتبه " هذه هي حقيقتنا ""
وله العديد من الكتابات مثل (أحلامنا المسروقة)، و (عالم الفشخره) وكتب عن الملك الفهد خادم الحرمين الشريفين
ومن اشعاره «انا أحمد الله على كل حال»

## قضية حقوق تركي بن بندر
قال تركي بن بندر بن محمد بن عبد الرحمن آل سعود أن الملك عبد الله بن عبد العزيز آل سعود قد أستولى على قطعتين أرض من أخته الأميرة البندري بنت عبد العزيز آل سعود وهي في نفس الوقت والدة الأمير تركي بن بندر أن والدته قد ماتت قهرا جراء عمليات النهب هذه التي تعرضت لها وتعرض لها أولادها على مدى أربعين عاما.
وأكد تركي ان من بين الناهبين لأسرته مع الملك عبد الله بن عبد العزيز آل سعود، الأمير نايف بن عبد العزيز آل سعود وإبنه سعود بن نايف بن عبد العزيز آل سعود. وفي مكالمة مسربة أجريت معه من قبل وكيل وزارة الداخلية السعودية، أحمد بن محمد السالم، أنه بسبب مطالبته بحقوقه وحقوق أسرته تم تلفيق تهمة له بالانقلاب على الحكم والإدمان على المخدرات وقال بأنه لا يدخن حتى يقترب من هذه الآفة. وقال بأن الأمراء الكبار ومنهم الأمير نايف بن عبد العزيز رتبوا لوالده زواجا من أميرة تمتلك بيوت فيها شبهة في جدة والرياض دون علمه وأن وزراة الداخلية تعلم بهذا ولم تفعل شيئا.

## رأيه في درع الجزيرة
عرضت قناة العالم على شاشتها لقاء مع الأمير تركي بن بندر بن ال سعود ينتقد فيه تدخل قوات درع الجزيرة في دولة البحرين وقال
(دعنا نقول أن القوات تساعد في حفظ النظام لكن تحفظ النظام مع من وضد من ثم لماذا تنتظر حتى تدخل القوات السعودية والكويتية والقطرية والإماراتية أو اليكون بعدين جاؤوا وضربوا المعتصمين القاعدين لاسلاح معهم ولاشيء ويخرج التلفاز البحريني بكل أحتقار الذي كان يقول لهم قبل أسبوع دعونا نتحاور وقد طهرنا الساحات.)[بحاجة لمصدر]

## من أشعاره
يمكـن إني في نظركـم مجرد فقـير
نظرة المــال تحكمكم.. وهذا خطاكـم
وتحسبوني على ماقيـل منكم أغير
يوم عن كامل الصورة.. حرمكم عماكـم
حلفت لك في كل الايمان وأقسمت
انه لأجـل حبك.. تداعـى حزوني
عـز الله انك في حيـاتي توثـمت
فيني.. وحتى أخلفت شكلـي ولوني
ابكي خفى لو شفتـني لك تبسمت
عسـى ظنونـك ما تخيب ظنـوني